# Henri Lavedan
Henri Lavedan, född 9 april 1859 i Orléans, död 4 september 1940 i Paris, var en fransk författare.
Lavedan var till en början verksam som journalist och romanskribent, debuterade 1891 som dramatiker med Une famille och hade som sådan stor framgång i den lättare genren. Komedierna Le prince d'Auroc (1894), Cathérine (1897) och Le vieux marcheur (1899) utfördes med smidigt handlag, pikant situationskomik och kvick dialog. Efter sitt inträde i Franska akademin 1898 försökte Lavedan höja sig till den högre komedin med verk som Le marquis de Prisola (1902), Le duel (1905) och Servir (1913). Lavedan var under en följd av år en uppskattad medarbetare i L'Illustration. Sina krönikor samlade han i Bon an, mal an (1908–1913) och Les grandes heures (1915–1921).